# Xialu, Chongqing
Xialu (kinesiska: 下路) är ett stadsdelsdistrikt i sydvästra Kina. Det ligger i Shizhu härad i storstadsområdet Chongqing, omkring 150 kilometer öster om det centrala stadsdistriktet Yuzhong. Antalet invånare är 26 300. Befolkningen består av 12 806 kvinnor och 13 494 män. Barn under 15 år utgör 25,0 %, vuxna 15-64 år 59 %, och äldre över 65 år 14,0 %.